# 프레지던트 메이커
《프레지던트 메이커》(영어: Our Brand Is Crisis)는 미국에서 제작된 데이비드 고든 그린 감독의 2015년 코미디 드라마 영화이다. 미국 정치 캠페인 전략 그룹 그린버그 카빌 슈럼(GCS)이 2002년 볼리비아 대통령 선거에 관여하여 곤살로 산체스 데로사다를 당선시킨 과정을 다룬 2005년 동명 다큐멘터리 영화가 원작이며, 실제 인물들 이름을 교체하고 허구적으로 묘사하였다. 샌드라 불럭 등이 출연하였다.

## 출연
- 샌드라 불럭 - "컬래미티" 제인 보딘 역
- 스쿠트 맥네리 - 리처드 버클리 역
- 빌리 밥 손턴 - 팻 캔디 역
- 앤서니 매키 - 벤 역
- 앤 다우드 - 넬 역
- 조아킹 드알메이다 - 페드로 카스티요 역
- 조이 커잰 - 세라 러블롱크 역
- 카멜라 줌바도 - 기자 역 (카메오 출연)

## 기타 제작진
- 총괄 제작: 스티븐 므누신